# Castillo de Langeais
El castillo de Langeais, situado en el departamento Indre-et-Loire, fue originalmente una fortaleza medieval edificada a finales del siglo X por Foulques Nerra, sobre un promontorio rocoso que sobresale sobre el valle del Loira.
Bajo la dominación de la dinastía inglesa de los Plantagenet, el castillo es ampliado por Ricardo Corazón de León. Felipe Augusto lo reconquistará en 1206 y más tarde será destruido durante la Guerra de los Cien Años. Del edificio de esta época subsiste una fachada de la torre principal, llamada "donjon de Foulques Nerra".
Está actualmente considerada como la más antigua de las fortalezas de piedra construida en suelo francés.
En 1465 Luis XI de Francia ordenó la reconstrucción del castillo, sobre los vestigios del edificio antiguo. Las obras serán efectuadas bajo la dirección de Jean Bourré, tesorero de Francia y amigo del rey, la construcción se finalizará en 1469 con su actual aspecto gótico flamígero.
Muy bien conservado y poco modificado, es un bello ejemplo de arquitectura de finales del período medieval, caracterizado por su puente levadizo, sus altos tejados, sus matacanes, su camino de ronda y sus chimeneas monumentales finamente esculpidas; Langeais es de hecho un punto de inflexión entre la Edad Media y el Renacimiento, su fachada oeste, al lado del jardín, ofrece otro aspecto, marcado por su decoración de tipo renacentista.

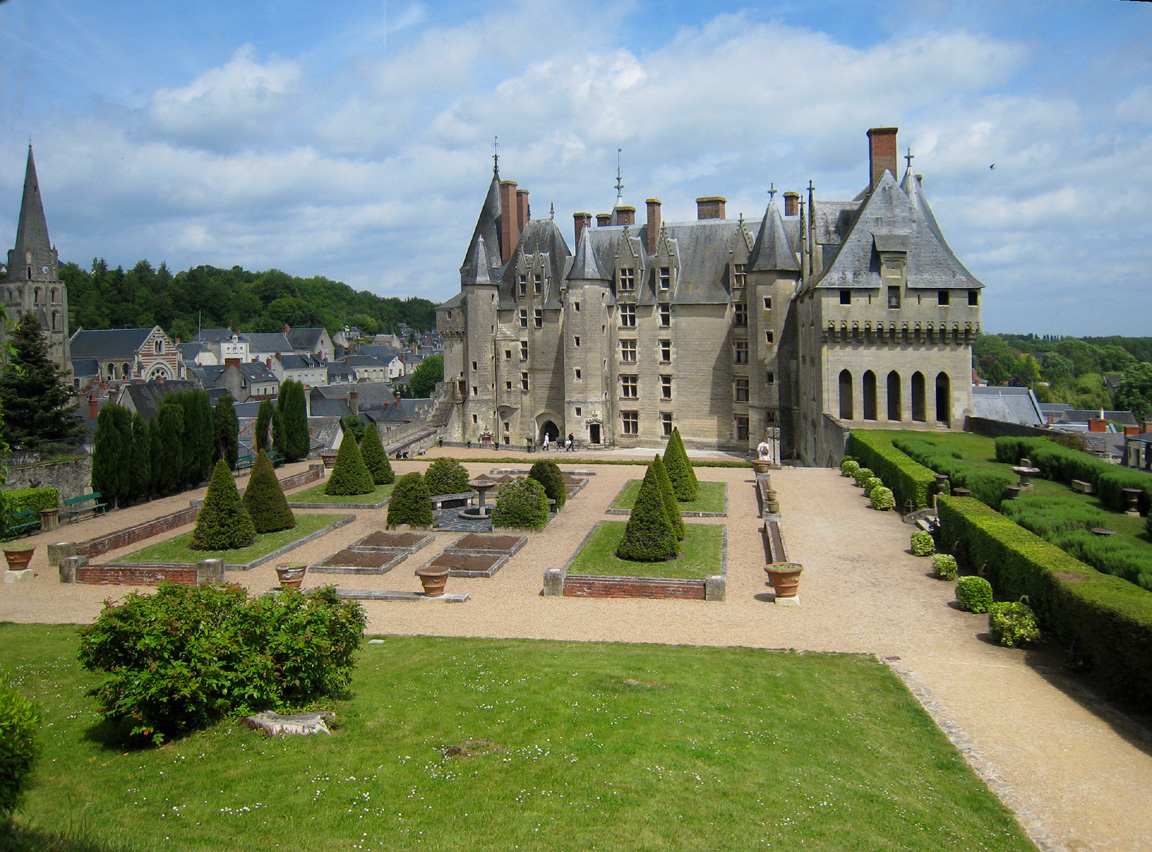
Los jardines y el castillo.

El suceso más renombrado de la vida del castillo es la boda real de Carlos VIII de Francia con Ana de Bretaña, celebrada el 6 de diciembre de 1491 a las 7 de la mañana. La joven duquesa no tenía más que 14 años y su matrimonio señaló el fin de la independencia del Ducado de Bretaña. La escena de la boda ha sido recreada para el visitante por el escultor Daniel Druet con maniquíes de cera, luces y sonido.
Hasta el reinado de Luis XIII de Francia, ha sido propiedad de la corona de Francia, que lo donó a título de indemnización o recompensa. Ha pertenecido posteriormente a diversas familias.

Dejado en abandono por la Revolución y hasta principios del siglo XIX, los edificios fueron restaurados por M. Baron, abogado de París.
Claude Frégnac, "Maravillas de los castillos del Valle del Loira", Hachette, 1964, pp. 97 à 99

Casimir Boisleve, alcalde desde 1830, soñó con un nuevo ayuntamiento. En 1838, expuso al consejo municipal su proyecto de adquisición del castillo, que estaba en venta desde la muerte de Mm. Moisant, última propietaria. (...) Muchos especuladores se han presentado ya para adquirirlo y derribarlo a fin de vender los materiales. (...) Pero el desembolso es importante y a pesar de los esfuerzos de M. Boisleve, el castillo encontró comprador en la persona de M. Baron a partir de abril de 1839. La joya de Langleais estaba es un estado deplorable. La municipalidad, inquilino parcial, ha transformado la gran sala del bajo en establo para los caballos e los gendarmes. Otra parte esta asignada a la audiencia del Juzgado de Paz y a la prisión cantonal. Los vecinos usan a su aire cuevas y dependencias. El parque está dividido en sesenta parcelas dedicadas a las viñas y a los frutales.
Association des Amis du Vieux Langeais, " les Faiences de Langeais" ( Tours, éditions de "La Nouvelle République du Centre- Ouest", 1992, pp. 9 y 10)

Los especuladores evocados por el alcalde en 1838 son los marchantes de bienes tristemente conocidos con el nombre de la "Banda negra", autores de la demolición casi completa y de la venta como material de construcción de los castillos pontevinos de Richelieu y de Bonnivet (algunos elementos han sido conservados en los museos de Orléans, Poitiers y Tours)

M. Baron ha hecho restaurar esta antigua residencia señorial con un entendimiento perfecto entre la arquitectura y una imponente simplicidad (...) no se contentó con restaurarlo con un gusto verdaderamente artístico (...) Emulando al buen Du Sommerard, ha construido una especie de museo
(G. Touchard-Lafosse, "La Touraine historique, pittoresque et biographique", Tours, Lescene,1856, p.313)

Después de la muerte de la hija de Baron, el castillo fue adquirido el 28 de julio de 1886 por el banquero y hombre de negocios Jacques Siegfried, que lo restauró durante 20 años y volvió a amueblar antes de donarlo al Instituto de Francia.
Forma parte del conjunto de castillos del Loira que fueron declarados Patrimonio de la Humanidad por la Unesco en 2000.

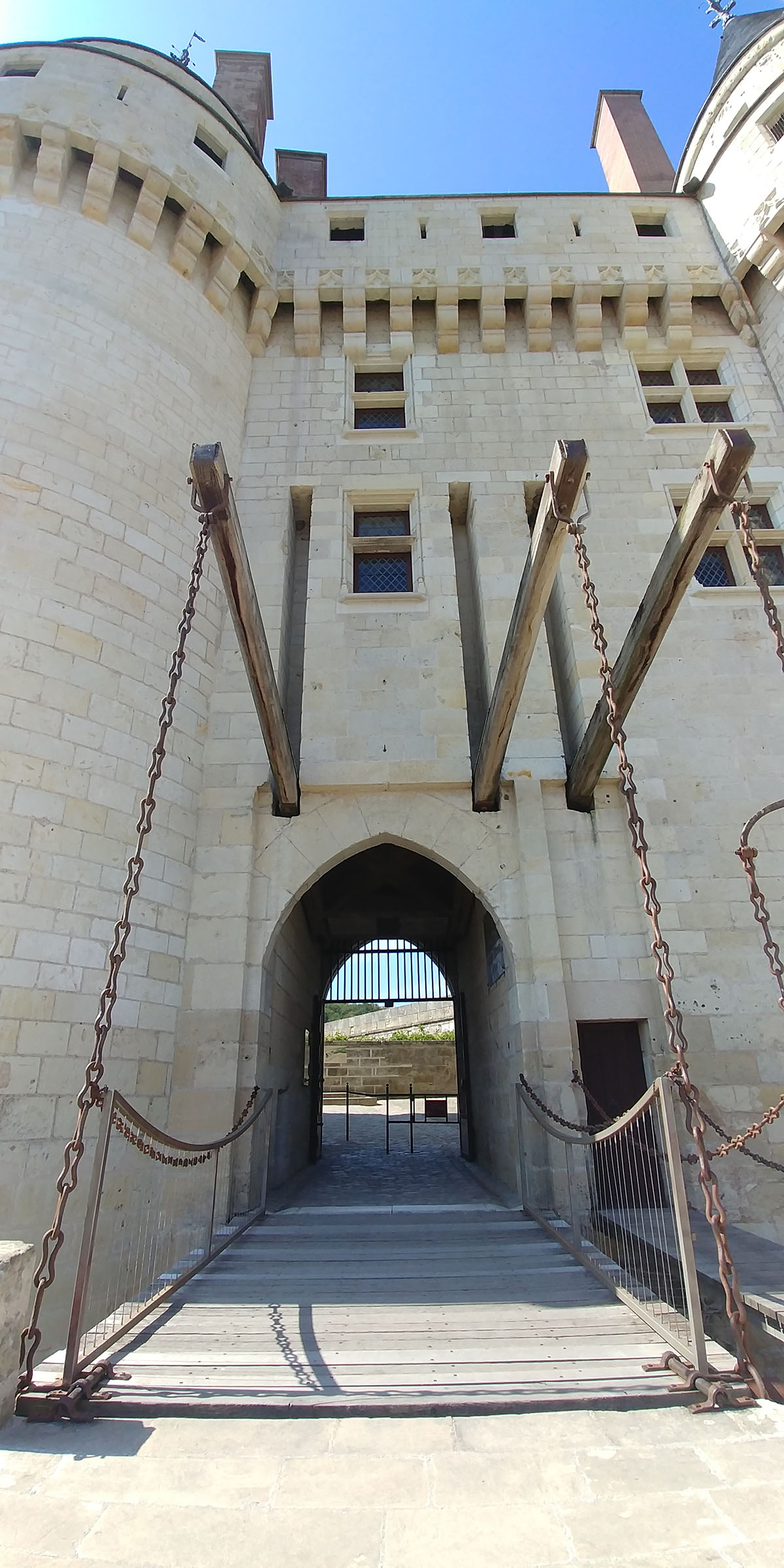
La puerta levadiza del Castillo de Langeais.